# Oana Jurchescu
Oana Diana Jurchescu (n. 1 martie 1979, Timișoara, România) este o fiziciană română, profesor universitar de fizică la Wake Forest University⁠(d) din Winston-Salem, Carolina de Nord, SUA. Specialitatea sa este transportul sarcinilor în semiconductorii organici și hibrizi organici/anorganici. În 2022 a primit din partea National Science Foundation un premiu special pentru creativitate, pentru munca sa de a aplica materiale electronice organice în dispozitive practice.

## Formare
Oana Jurchescu a absolvit la Universitatea de Vest din Timișoara atât ciclul de licență, cât și cel de master în fizică. Studiile doctorale le-a urmat la Universitatea din Groningen, Țările de Jos, unde a studiat semiconductorii organici pentru aparatele optoelectronice. În 2006 și-a susținut teza de doctorat cu titlul Molecular Organic Semiconductors for Electronic Devices (în română Semiconductori organici moleculari pentru echipamente electronice), sub conducerea lui Thomas Theodorus Marie Palstra⁠(d).

## Carieră
Între 2007–2009 a fost cercetător postdoctoral la NIST.
Din 2009 a venit la departamentul de fizică de la Wake Forest University. Aici se ocupă de aplicarea materialelor noi în dispozitive electronice. A explorat în special semiconductorii organici și hibrizi organic–anorganici și modul în care cu aceștia se pot realiza dispozitive electronice flexibile cu suprafață mare.
Oana Jurchescu a colaborat cu medici pentru a realiza detectoare de radiații bazate pe tranzistori organici cu efect de câmp⁠(d) pentru pacienții care urmează un tratament pentru cancer. Aceste dispozitive, bazate pe 2,8-difluor-5,11-bis(trietilsililetinil)antraditiofen (diF-TES ADT), au acționat ca dozimetre in vivo pentru a monitoriza în timp real nivelurile de radiații de pe pielea unui pacient. Pe lângă faptul că urmărește mobilitatea mare a purtătorilor de sarcini, Jurchescu este interesată de degradările care pot reduce performanța și durabilitatea dispozitivelor electronice organice.
În 2021 Oana Jurchescu a primit din partea Universității titlul de Baker Family Professor of Physics.

## Premii și onoruri
- 2012 Bursa Fondului de Dotare a Facultății de la Wake Forest University.[11]
- 2013 Premiul Reid-Doyle pentru Excelență în Predare[12]
- 2013 Premiul pentru o Carieră Timpurie al National Science Foundation (CAREER)⁠(d)[13]
- 2013 Premiul de Inovare al Wake Forest University.
- 2014 Numărul despre cercetătorii în dezvoltare al Journal of Materials Chemistry C.
- 2015 Premiul de Excelență al Wake Forest University.[14]
- 2017 Premiul Omicron Delta Kappa al Familiei Kulynych.[15]
- 2018 Premiul URECA pentru Excelență în Îndrumarea în Cercetare și Creativitate.[16]
- 2020 Premiul de Excelență al Asociației Studenților Absolvenți ai Facultății.[17]
- 2022 Premiul Special de Creativitate al NSF pentru dezvoltarea OSCAR (Organic Semiconductors by Computation on the Accelerated Refinement).[18][19] OSCAR urmărește crearea de noi materiale moleculare, care să poată fi valorificate rapid[20]

## Lucrări selectate
- en  Jurchescu, Oana D.; Baas, Jacob; Palstra, Thomas T. M. (19 aprilie 2004). „Effect of impurities on the mobility of single crystal pentacene”. Applied Physics Letters. 84 (16): 3061–3063. arXiv:cond-mat/0404130 . Bibcode:2004ApPhL..84.3061J. doi:10.1063/1.1704874. ISSN 0003-6951.
- en  D J Gundlach; J E Royer; S K Park;  et al. „Contact-induced crystallinity for high-performance soluble acene-based transistors and circuits'"`UNIQ--ref-00000035-QINU`"'”. Nature Materials[*][21] (în engleză). doi:10.1038/NMAT2122'"`UNIQ--ref-00000034-QINU`"'. ISSN 1476-1122. PMID 18278050'"`UNIQ--ref-00000037-QINU`"' Verificați valoarea |pmid= (ajutor). Wikidata Q47910287. ref stripmarker în |doi= la poziția 17 (ajutor); ref stripmarker în |journal= la poziția 304 (ajutor); ref stripmarker în |pmid= la poziția 9 (ajutor); ref stripmarker în |title= la poziția 96 (ajutor)
- en  Emily G Bittle; James I Basham; Thomas N Jackson; Oana D Jurchescu; David J Gundlach. „Mobility overestimation due to gated contacts in organic field-effect transistors'"`UNIQ--ref-0000003F-QINU`"'”. Nature Communications[*][22] (în engleză). Bibcode:2016NatCo...710908B. doi:10.1038/NCOMMS10908'"`UNIQ--ref-0000003E-QINU`"''"`UNIQ--templatestyles-0000003D-QINU`"'. ISSN 2041-1723. PMC 4792947'"`UNIQ--ref-00000044-QINU`"'  Verificați valoarea |pmc= (ajutor). PMID 26961271'"`UNIQ--ref-00000041-QINU`"' Verificați valoarea |pmid= (ajutor). Wikidata Q36690168. ref stripmarker în |pmid= la poziția 9 (ajutor); ref stripmarker în |doi= la poziția 20 (ajutor); ref stripmarker în |journal= la poziția 313 (ajutor); ref stripmarker în |title= la poziția 82 (ajutor); ref stripmarker în |pmc= la poziția 8 (ajutor)
- en  Oana D Jurchescu; Auke Meetsma; Thomas T M Palstra. „Low-temperature structure of rubrene single crystals grown by vapor transport'"`UNIQ--ref-0000004B-QINU`"'”. Acta Crystallographica Section B: Structural Science[*][23] (în engleză). doi:10.1107/S0108768106003053'"`UNIQ--ref-0000004A-QINU`"'. ISSN 0108-7681. PMID 16552167'"`UNIQ--ref-0000004D-QINU`"' Verificați valoarea |pmid= (ajutor). Wikidata Q82904721. ref stripmarker în |pmid= la poziția 9 (ajutor); ref stripmarker în |doi= la poziția 26 (ajutor); ref stripmarker în |journal= la poziția 399 (ajutor); ref stripmarker în |title= la poziția 78 (ajutor)